# At-Tannur
At-Tannur (arab. ‏خربة التَنُّور‎) – nieistniejąca już arabska wieś, która była położona w Dystrykcie Jerozolimy w Mandacie Palestyny. Została wyludniona i zniszczona podczas I wojny izraelsko arabskiej (an-Nakba), po ataku Sił Obronnych Izraela w dniu 21 października 1948.

## Położenie
At-Tannur leżała wśród wzgórz Judei, w odległości 18 kilometrów na zachód od Jerozolimy.

## Historia
W 1596 we wsi mieszkało 30 mieszkańców. W następnych latach wieś się rozwijała i w XIX wieku posiadała populację liczącą 400 osób. W okresie panowania Brytyjczyków At-Tannur była małą wsią liczącą zaledwie około dziesięciu domów.
Podczas I wojny izraelsko-arabskiej w drugiej połowie maja 1948 wieś zajęły egipskie oddziały. Podczas operacji Ha-Har w dniu 21 października 1948 wieś zajęli Izraelczycy. Mieszkańcy zostali wysiedleni, a większość domów wyburzono.

## Miejsce obecnie
Tereny wsi At-Tannur zostały zajęte przez utworzony w 1950 moszaw Matta.
Palestyński historyk Walid Chalidi tak opisał pozostałości At-Tannur:

Zniszczonych zostało sześć domów, których gruz został rozrzucony. Cztery inne domy jeszcze stoją. Na dnie doliny zachowały się tarasy porośnięte kępami drzew. Na północnym skraju terenu rosną migdałowce, drzewa oliwne i cyprysy.